# Мельница (бокс)
Ме́льница — манёвр в боксе, применяемый в тактике оборонительного боя. Основан на быстрой работе ног. Легко передвигаясь по рингу, боксёр уходит от ударов противника и одновременно встречает его одиночными и двойными ударами. Своеобразное название он сохранил ещё с далёких времён Тома Крибба (1781—1848 гг.), в действиях которого наблюдался впервые. Этот манёвр состоит из комбинированной работы ног и контрударов.
В современном боксе этот манёвр имеет большую популярность. Он часто наблюдается в тактике боксёров оборонительного типа против агрессивных противников, увлекающихся своими атаками. Манёвр «мельница» направлен на изнурение противника. Применяющий его боксёр, заставляя противника часто промахиваться, использует его промахи для нанесения ответных ударов.